# Ивановка (Прокопьевский район)
Ива́новка — посёлок в Прокопьевском районе Кемеровской области. Входит в состав Бурлаковского сельского поселения.

## География
Центральная часть населённого пункта расположена на высоте 291 м над уровнем моря.

## Население
| 2010 |
| ---- |
| 82   |

### Половой состав
По данным Всероссийской переписи населения 2010 года, в посёлке Ивановка проживало 82 человека (40 мужчин, 42 женщины).